# Лассіна Траоре
Лассіна Шамст Судін Франк Траоре (фр. Lassina Chamste Soudine Franck Traoré, нар. 12 січня 2001, Бобо-Діуласо, Буркіна-Фасо) — буркінійський футболіст, нападник донецького «Шахтаря» та збірної Буркіна-Фасо. Його двоюрідний брат Бертран Траоре також є професійним футболістом, який грає позиції правого вінгера за клуб «Аякс».

## Клубна кар'єра
Лассіна Траоре розпочав грати у футбол у молодіжній команді буркінійського клубу «Рахімо» у 2012 році, з 2017 року він грав у молодіжній команді південноафриканського клубу «Аякс» з Кейптауна. У січні 2019 року він перейшов до складу амстердамського «Аяксу». Початково молодий буркінійський футболіст грав переважно за молодіжну команду амстердамського клубу «Йонг Аякс». Уперше зіграв за основну команду 8 травня 2019 року в матчі Ліги Чемпіонів проти англійського клубу «Тоттенгем Готспур», за чотири дні дебютував у матчі нідерландської першості проти клубу «Утрехт». 24 жовтня 2020 року Лассіна Траоре відзначився 6 забитими м'ячами в матчі Ередивізі проти клубу «ВВВ-Венло», який «Аякс» виграв з рахунком 13-0. За три дні він відзначився першим забитим м'ячем у єврокубках у грі проти клубу «Аталанта» на груповій стадії Ліги чемпіонів УЄФА.
У червні 2021 року стало відомо, що український клуб «Шахтар» з Донецька погодив перехід Лассіни Траоре до складу «гірників» за 8 мільйонів євро. 16 червня 2021 року буркінійський футболіст прибув до Києва для узгодження деталей контракту з «Шахтарем». 18 червня офіційно повідомлено, що буркінійський форвард уклав контракт із «Шахтарем» терміном на 5 років до літа 2026 року. Дебютним голом відзначився вже у дебютному офіційному матчі за «гірників» проти «Інгульця» (перемога 2:1). Проте вже у кінці вересня 2021 року в грі проти міланського клубу «Інтернаціонале» в Лізі чемпіонів УЄФА отримав важку травму коліна, через яку він пропустив загалом 9 місяців футболу. Після повернення до гри Лассіна став одним із небагатьох легіонерів «Шахтаря», які не покинули клуб після початку повномасштабної російської агресії, пояснюючи це тим, що клуб не покинув його під час травми, постійно цікавився його станом здоров'я та процесом відновлення.

## Виступи за збірну
Лассіна Траоре у 2017 році дебютував у збірній Буркіна-Фасо в товариській грі проти Беніну. На то момент йому було 16 років. У цій же грі відкрив лік забитим м'ячам за національну команду. На початок 2025 року Траоре зіграв 28 матчів за збірну Буркіна-Фасо, у яких відзначився 11 забитими голами.

## Особисте життя
Мати Лассіни Траоре була професійною футболісткою і капітаном жіночої збірної Буркіна-Фасо з футболу.

## Титули і досягнення
- Чемпіон Нідерландів (1):

«Аякс»: 2020/21
- Чемпіон України (2):

«Шахтар»: 2022-23, 2023/24
- Володар Кубка України (2):

«Шахтар»: 2023/24, 2024/25
- Володар Суперкубка України (1):

«Шахтар»: 2021